# Kachetia
Kachetia (gruz. კახეთის მხარე, trb. Kachetis Mchare; კახეთი, trb. Kacheti) – jednostka administracyjna (region) we wschodniej Gruzji ze stolicą w Telawi. Na północy graniczy z Rosją, na południu i wschodzie z Azerbejdżanem, na zachodzie z regionami Dolna Kartlia i Mccheta-Mtianetia. Główną rzeką wschodniej części regionu jest Alazani, zachodniej – Iori. Mieszkańcy Kachetii mówią dialektem języka gruzińskiego.
Gruziński kompleks klasztorny Dawid Garedża, położony częściowo w Kachetii, jest sporną kwestią między władzami gruzińskimi a azerskimi.

## Geografia

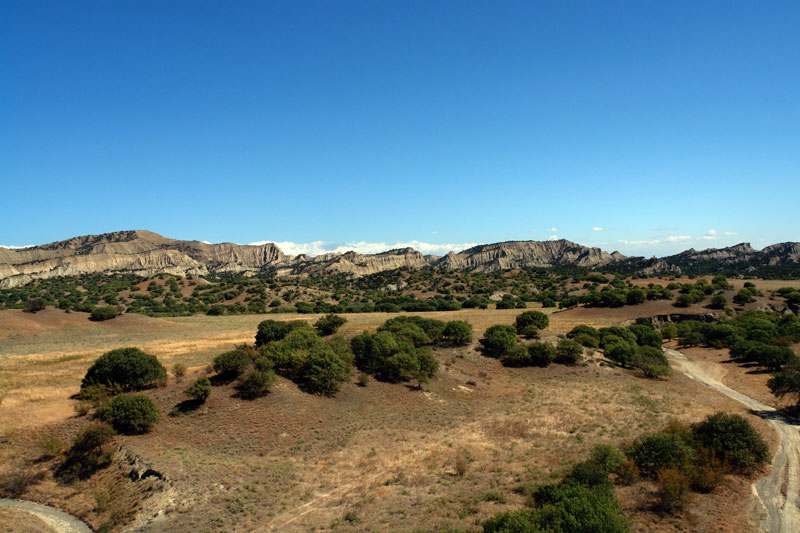
Park Narodowy Waszlowani

Pod względem administracyjnym Kachetia podzielona jest na 8 gmin, wraz z liczbą mieszkańców (2016 r.):
- Achmeta (ახმეტის მუნიციპალიტეტი) – 31 700
- Dedoplisckaro (დედოფლისწყაროს მუნიციპალიტეტი) – 21 100
- Gurdżaani (გურჯაანის მუნიციპალიტეტი) – 53 900
- Kwareli (ყვარელის მუნიციპალიტეტი) – 29 800
- Lagodechi (ლაგოდეხის მუნიციპალიტეტი) – 41 800
- Sagaredżo (საგარეჯოს მუნიციპალიტეტი) – 52 200
- Sighnaghi (სიღნაღის მუნიციპალიტეტი) – 29 600
- Telawi (თელავის მუნიციპალიტეტი) – 38 700

Poza aktualnym podziałem administracyjnym, Kachetia tradycyjnie dzielona była na cztery krainy: Szignit Kacheti (შიგნით კახეთი, Środkowa Kachetia) wzdłuż prawego brzegu rzeki Alazani, Gare Kacheti (გარე კახეთი) wzdłuż środkowego dorzecza rzeki Iori, Kiziki (ქიზიყი) obszar pomiędzy Alazani i Iori oraz Gaghma Mchari (გაღმა მხარი) obszar na lewej stronie brzegu rzeki Alazani.
W północnej części regionu znajduje się Park Narodowy Lagodechi, natomiast w południowej Park Narodowy Waszlowani.

## Historia
Kachetia była niezależnym feudalnym księstwem od końca VIII wieku. Na początku XI wieku została włączona do królestwa Gruzji przez Dawida IV Budowniczego. Po rozpadzie królestwa Gruzji, stała się od 1460 roku niezależnym królestwem. W roku 1762 królestwo Kachetii połączyło się z sąsiednim królestwem Kartli, stolica pozostała w Telawi. Oba królestwa były znacząco osłabione przez częste najazdy Persów i już w 1801 roku Królestwo Kartlii i Kachetii zostało dołączone do Imperium Rosyjskiego.

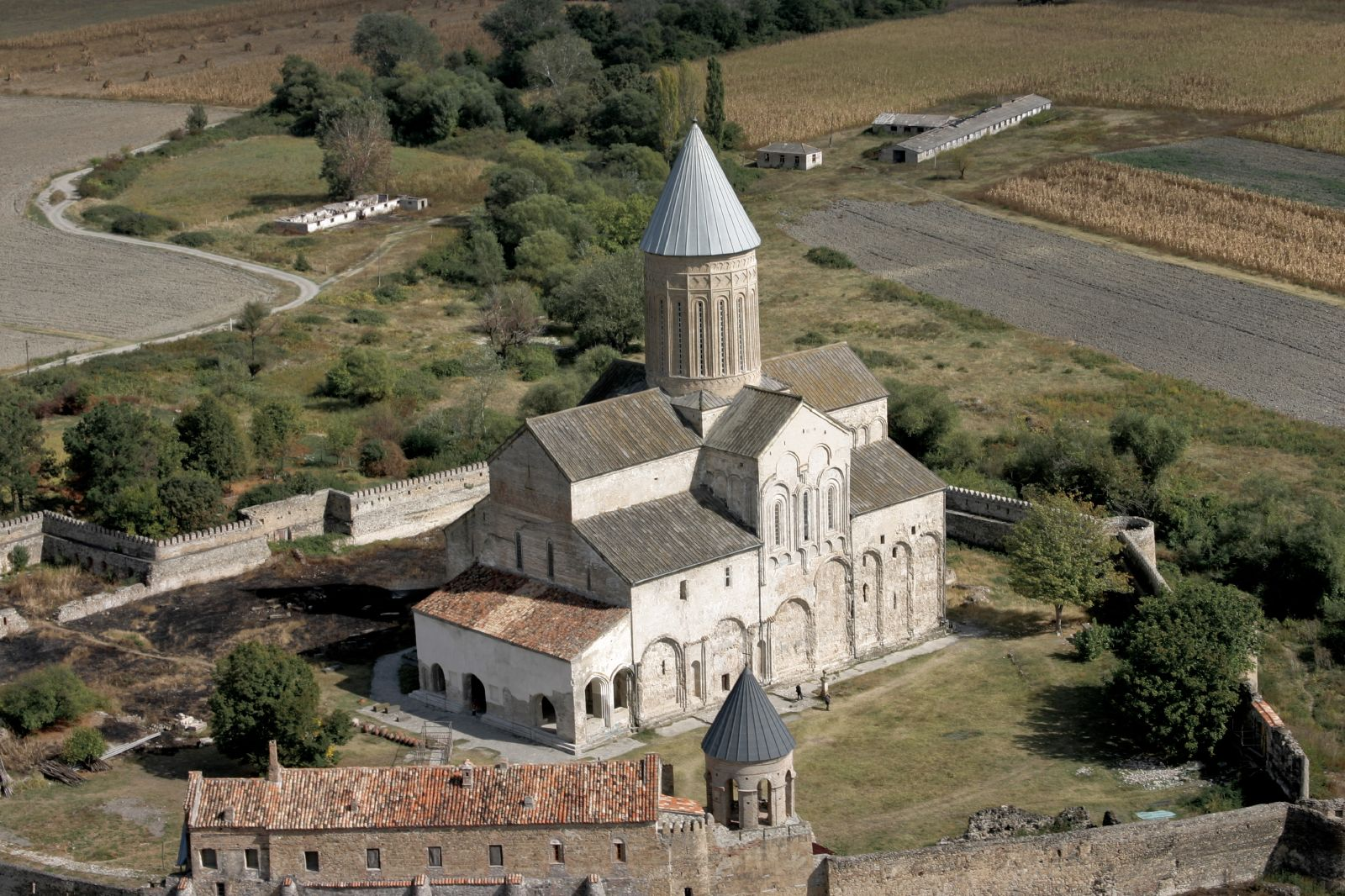
Monastyr Alawerdi

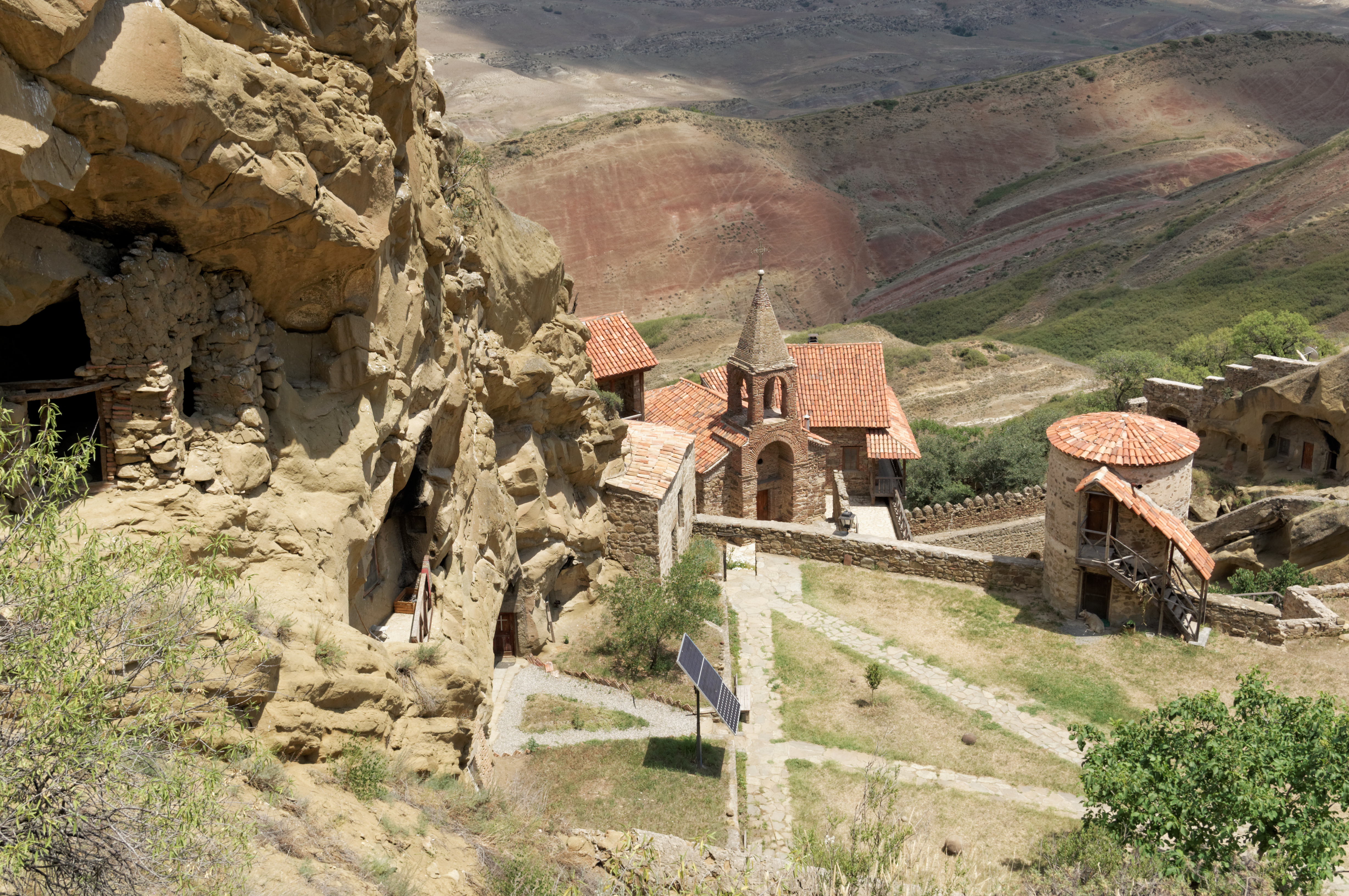
Monastyr Dawid Garedża

W latach 1918–1921 Kachetia była częścią niezależnej Demokratycznej Republiki Gruzji, w 1922–1936 częścią Zakaukaskiej Federacji Socjalistycznej Republiki Radzieckiej i w latach 1936–1991 częścią Gruzińskiej Socjalistycznej Republiki Radzieckiej. Od odzyskania niepodległości przez Gruzję w 1991 roku, Kachetia jest jednostką administracyjną Gruzji.

## Zabytki
Lista zabytkowych miejsc znajdujących się na obszarze Kachetii:
- Monastyr Ikalto z VI w.
- Gremi – dawna stolica Kachetii
- Monastyr Dawid Garedża z VI w.
- Monastyr św. Grzegorza w Bodbe z IX w.
- Monastyr Alawerdi z XI w.
- Udżarma – miasto-forteca z V w.